# 塔拉波托區
6°29′48″S 76°23′53″W / 6.4968°S 76.3981°W
塔拉波托區（西班牙語：Distrito de Tarapoto），是秘魯的一個區，位於該國中北部聖馬丁大區的聖馬丁省，面積67.8平方公里，海拔高度333米，2005年人口63,945，人口密度每平方公里940人。